# Cash Truck (2021)
Cash Truck (Originaltitel: Wrath of Man) ist ein US-amerikanischer Thriller von Guy Ritchie, der grob auf dem französischen Film Cash Truck – Der Tod fährt mit von Nicolas Boukhrief aus dem Jahr 2004 basiert. Die Filmveröffentlichung in den USA war ursprünglich für den 15. Januar 2021 geplant, wurde aber schließlich auf den 7. Mai 2021 verschoben.

## Handlung
Gleich zu Anfang in seinem neuen Job in einer Sicherheitsfirma für Geldtransporte erlebt der undurchsichtige Patrick Hill einen bewaffneten Überfall, bei dem er mit eiskalter Präzision die Gangster tötet. In einer Rückblende wird klar, dass Hill selbst Kopf einer Bande ist, die Geldtransporte überfällt. Bei einer eigentlich völlig unkomplizierten Auskundschaftung gerät Hill aber mit seinem Sohn zufällig in einen blutigen Überfall einer unabhängigen Gruppe von Ex-Soldaten. Hill muss die Tötung seines Sohnes mit ansehen, wird selbst schwer verletzt, kann sich aber das Gesicht des Mörders genau einprägen.
In der Folge versucht Hill mit seiner Bande die Verantwortlichen an dem Tod seines Sohnes zu finden, scheitert aber trotz hoher Brutalität und Konsequenz in seinem Vorgehen. Hill beschließt daraufhin, sich in die Geldtransportfirma FORTICO Security einzuschleusen, da er hier einen Insider vermutet, der mit den unbekannten Tätern zusammenarbeitet. Passive Rückendeckung bekommt Hill von einem leitenden lokalen FBI-Beamten, der das Vorgehen als erfolgversprechender als die Arbeit der Polizei ansieht.
Am besonders umsatzstarken Black Friday versuchen die Ex-Soldaten tatsächlich einen letzten Überfall, bei dem sie 150 Millionen Dollar erbeuten wollen. Als Insider ist Hills direkter Kollege „Bullet“ involviert, von dem er nun erpresst wird, damit die Gruppe mit seiner Hilfe in das Verteilzentrum von FORTICO eindringen kann. So gibt es eine brutale Auseinandersetzung um die gesammelten Millionenbeträge in der gut gesicherten Zentrale. Auch Hill wird mehrfach von Bullet angeschossen, fast alle der Ex-Soldaten und auch die meisten FORTICO Sicherheitsleute sterben. Nach der vorbereiteten Flucht durch einen Tunnel bleibt von den Angreifern letztlich nur noch der mordhungrige Jan übrig. Hill kann das Versteck von Jan ausfindig machen und erscheint schließlich bei ihm zuhause. Er erschießt ihn mit gezielten Schüssen und rächt so den Tod seines Sohnes.

## Produktion
Im Oktober 2019 wurde bekannt gegeben, dass Guy Ritchie an einer englischsprachigen Neuverfilmung des Films Cash Truck – Der Tod fährt mit aus dem Jahr 2004 arbeite, bei der Jason Statham die Hauptrolle spielen würde. Der Film ist damit Guy Ritchies vierte Zusammenarbeit mit Jason Statham als Hauptdarsteller nach Bube, Dame, König, grAS (1998), Snatch – Schweine und Diamanten (2000) und Revolver (2005).
Die Dreharbeiten begannen im November 2019 in Los Angeles und London. Während Miramax als Filmproduktionsgesellschaft bei dem Film fungiert, ist Metro-Goldwyn-Mayer (bzw. dessen Joint Venture United Artist) hierbei die Filmverleihgesellschaft.

## Synchronisation
Die deutsche Synchronisation entstand nach einem Dialogbuch und der Dialogregie von Sven Hasper im Auftrag der Iyono Media Germany GmbH in Berlin.
| Darsteller      | Synchronsprecher  | Rolle       |
| --------------- | ----------------- | ----------- |
| Jason Statham   | Thomas Nero Wolff | H           |
| Holt McCallany  | Bernd Egger       | Bullet      |
| Scott Eastwood  | Sven Hasper       | Jan         |
| Jeffrey Donovan | Nicolas Böll      | Jackson     |
| Darrell D’Silva | Oliver Stritzel   | Mike        |
| Laz Alonso      | Samuel Zekarias   | Carlos      |
| Chris Reilly    | Sven Fechner      | Tom         |
| Josh Hartnett   | Simon Jäger       | Dave        |
| Raúl Castillo   | Jaron Löwenberg   | Sam         |
| Niamh Algar     | Kaya Marie Möller | Dana Curtis |
| Andy García     | Bernd Vollbrecht  | Agent King  |

## Rezeption
Bei Rotten Tomatoes hat der Film eine Zustimmungsrate von 68 Prozent, basierend auf 261 Kritiken.
Bei Metacritic hat der Film eine Punktzahl von 57/100 basierend auf 28 Kritiken.
Für den Filmdienst, der dem Film vier von fünf möglichen Sternen vergab, war das Werk ein bis zum Schluss „packender, komplex inszenierter Thriller“, dessen Hauptrolle „wortkarg und unbewegt als gefühlloser, gnadenloser Antiheld perfekt verkörpert“ sei.
Richard Roeper von der Chicago Sun-Times nennt ihn „müde, uninspiriert und abschweifend“ („Tired, uninspired and meandering“) und „einen Fehler für jeden der seine Zeit und sein Geld in diesen verworrenen und zu vergessenden Unsinn investiert.“ („... a misstep for anyone who invests their time and money on 118 minutes of such convoluted and forgettable nonsense.“)